# Dodge Tomahawk
A Dodge Tomahawk egy utcai használatra alkalmatlan tanulmány-motorkerékpár, melyet a Dodge fejlesztett ki, és 2003-ban az Észak-Amerikai Nemzetközi Autóshow-n mutatták be. A motorkerékpár külsejét Mark Walters tervezte, az erőforrás pedig egy V10 SRT10, amely a Dodge Viper sportautóból való. A Tomahawknak elöl és hátul is két-két kereke van, ezáltal jobban hasonlít egy négykerekű járműre, mint egy hagyományos motorra. A párba rendezett kerekek függetlenül mozognak, lehetővé téve az ellenkormányzást és a kanyarban való bedőlést. A kézzel épített kilenc példányt 555 000 dollárért kínálták eladásra. A Dodge hangsúlyozta, hogy a Tomahawkok "gördülő szobrok", és nem kifejezetten a vezetésre, utazásra szánták őket.

## Végsebesség
A Dodge kezdetben 680 km/h-ra becsülte a Tomahawk végsebességét, később azonban 480 km/h-ban állapították meg a maximális sebességet. Ekkor mondta Wolfgang Bernhard, a Chrysler üzemeltetési igazgatója, hogy a Tomahawkkal még senki sem ment 160 km/h-nál gyorsabban. Több szakértő is kételkedett a becslések pontosságában. A Dodge visszautasította a végsebesség bizonyítására ajánlott lehetőségeket, de a cég később felvetette, hogy a motorokat majd egyszer letesztelik a Bonneville Speedway-en. Erre a tesztre azóta még nem került sor. Valamint a gyakorlatban nehezen elképzelhető, hogy bárki is megpróbálná elérni a 680 km/h-s végsebességet a Tomahawkkal. A Dodge Tomahawk a 2003-2004-2005-ben az egyik leggyorsabb motor volt.

## Fordítás
Ez a szócikk részben vagy egészben  a   Dodge Tomahawk című angol Wikipédia-szócikk ezen változatának fordításán alapul.  Az eredeti cikk szerkesztőit annak laptörténete sorolja fel. Ez a jelzés csupán a megfogalmazás eredetét és a szerzői jogokat jelzi, nem szolgál a cikkben szereplő információk forrásmegjelöléseként.